# Подгузник
Подгузник — вид нижнего белья, предназначенный для поглощения мочи и недопущения загрязнения верхней одежды мочой и калом. В большинстве случаев используется детьми, космонавтами, монтажниками, пилотами, альпинистами, снайперами, водолазами, продавцами на рынке, лежачими больными, больными с урологическими заболеваниями и с психическими заболеваниями, пожилыми людьми с деменцией и другими заболеваниями, при недержании мочи (например: энурез, недержание мочи у женщин) и кала, нарушении подвижности (инвалидов), тяжелой диареи.

## Виды подгузников
По типу материала подгузники делятся на:
- Матерчатые, могут быть:
  - Треугольные
  - Прямоугольные
- Одноразовые — основа — целлюлозная, впитывающий материал — суперабсорбент, могут быть:
  - На липучках
  - Без липучек
- Многоразовые — и основа и впитывающий материал — тканевая, обычно в несколько слоёв, могут быть:
  - На кнопках
  - Без кнопок
- Вкладыши — основа отсутствует, её роль исполняет обычное нижнее бельё, впитывающий материал — суперабсорбент
- Комбинированный вариант — основа — тканевая, впитывающий материал — суперабсорбентовые вкладыши

## Способ применения
Традиционно подгузник представляет собой треугольный подшитый отрез ткани или марли, сложенный в несколько слоёв, таким образом, чтобы получался треугольник. Применяется главным образом при уходе за маленькими детьми. Подгузник располагается на пеленальном столе, под ребёнком, таким образом, чтобы основание треугольника оказалось под поясницей ребёнка, а вершина между ног.
Вершина треугольника проводится между ног ребёнка, образуя ластовицу и прикрывая гениталии и обхватывая ноги, после чего углы подгузника из под поясницы оборачиваются вокруг пояса ребёнка. Фиксация достигается либо дальнейшим пеленанием, когда пелёнка, оборачивающая тело ребёнка, прижимает концы подгузника, заведённые за спину.
Другой вариант — подгузник скрепляется заколкой-фибулой или булавкой на животе.
Подгузник-трусики, закрепляется на застежках-липучках и носится как обычные трусы, некоторые из них, например, MIOKI, HUGGIES, имеют индикатор, который показывает, когда подгузник нужно поменять.

## Уход за подгузником
Уход за многоразовым подгузником — достаточно простая в современных условиях задача. При стирке мы решаем две основные задачи: снятие загрязнений, кала и мочи, что определяется самой функцией подгузника. Собственно эта задача не требует особых затрат и не имеет особенностей при решении. Стирку можно проводить в обычной стиральной машине или на руках, с обычным моющим средством (стиральным порошком). Ряд авторов предлагает для этого, особенно в детской практике, использовать специальные «органические» порошки. Однако данная рекомендация не получила достаточного клинического подтверждения. Основной рекомендацией следует считать тщательное прополаскивание. Для стиральной машины можно порекомендовать дважды повторить цикл полоскания и использование режима с дополнительным объёмом воды. После стирки подгузники высушиваются в обычных условиях.
Второй задачей являет обеспечение микробиологической чистоты. Эта задача решается в домашних условиях проглаживанием подгузника с двух сторон утюгом при большой температуре. Именно это и определяет хлопок как основной материал для подгузников.

## Пелёночный дерматит
В детской практике или в иных случаях использования любых видов подгузников достаточно часто встречается покраснение и отёчность кожи, обычно в области паха. Причиной этого служит длительный контакт с мочой или потом, вследствие наличия в них мочевой кислоты и других активных компонентов.
По сути данное явление — дерматит, контактного типа. Основным методом лечения служит максимальное сокращение контакта кожи с мочой, например, использование качественных одноразовых подгузников или нахождение без белья «голым». Также принимаются меры по восстановлению трофики кожи (увлажнение, смазывание заживляющими составами).